# Quellgraben (Tarpenbek)
Der Quellgraben ist ein ca. 560 Meter langer Graben in Hamburg-Fuhlsbüttel am Hamburger Flughafen.
Er entspringt nördlich eines Kleingartenareals am südwestlichen Rand des Hamburger Flughafens, verläuft dann durch dieses Kleingartenareal und dann weiter zwischen dem Zaun der METRO und dem Zaun des Kleingartenareals. Er verläuft weiter parallel zum Haldenstieg und mündet dann in die Tarpenbek.